# AK-176
AK-176 är en sovjetisk allmålskanon i kaliber 76,2 mm. Kanonen har tillverkats sedan 1979 och har exporterats till flera länder.

## Historia
I slutet av 1960-talet uppstod ett behov av en helautomatisk allmålspjäs som kunde monteras på mindre fartyg som korvetter.

## Konstruktion
AK-176 är en helautomatisk, vattenkyld pjäs med dubbel ammunitionsmatning. Eldhastigheten är 30, 60 eller 120 skott per minut. Två magasin om vardera 76 granater är monterade på var sin sida om eldröret. Pjäsen kan fjärrstyras från ett centralsikte, antingen helautomatiskt av servon eller halvautomatiskt av besättningen i tornet. Pjäsen kan också riktas lokalt med ett eget sikte. Om strömförsörjningen faller bort behövs ytterligare två man i tornet för att ladda pjäsen.
Tornet är tillverkat av 4 mm tjock aluminium-magnesium legering.
AK-176 kan användas mot sjömålsrobotar. Vid provskjutningar har den framgångsrikt bekämpat Falanga-robotar som användes för att simulera Harpoon-robotar. I genomsnitt krävs 25 granater för att träffa och förstöra ett mål av den storleken.
AK-176 används oftast tillsammans med eldledningsradarn MR-123 Vympel som har en räckvidd på 45 km.